# لمنة سبخية
لمنة سبخية (الاسم العلمي:Lemna palustris) هي نوع غير مؤكد من النباتات يتبع جنس اللمنة من الفصيلة اللوفية.